# Les Croûlants terribles
Pour plus de détails, voir Fiche technique et Distribution.
Les Croûlants terribles (Prepotenti più di prima) est une comédie italienne réalisée par Mario Mattoli et sortie en 1959.
Il s'agit de la suite du film I prepotenti (it) (1958) de Mario Amendola.

## Synopsis
À son retour de lune de miel, Marcella apprend qu'elle attend un enfant. Les futurs grands-parents se disputent à nouveau sur le lieu de naissance et le choix du prénom. Les jeunes mariés, fatigués de ces querelles, décident de s'enfuir à Milan avec leur bébé.

## Fiche technique
- Titre français : Les Croûlants terribles[1]
- Titre original italien : Prepotenti più di prima[2]
- Réalisation : Mario Mattoli
- Scénario : Mario Amendola, Ruggero Maccari et Aldo Fabrizi
- Photographie : Gábor Pogány
- Montage : Antonietta Zita (it)
- Musique : Gino Filippini (it)
- Décors : Piero Filippone
- Production : Roberto Amoroso (it)
- Société de production : Sud Film
- Pays de production :  Italie
- Langue originale : italien
- Format : Noir et blanc - 2,35:1 - Son mono - 35 mm
- Genre : comédie
- Durée : 89 minutes
- Dates de sortie : 
  - Italie : 2 avril 1959
  - France : 3 mai 1961

## Distribution
- Aldo Fabrizi : Cesare Pinelli
- Nino Taranto : Mimì Esposito
- Ave Ninchi : Clelia Pinelli
- Luca Ronconi : Gennarino Esposito
- Alice Sandro : Marcella Pinelli
- Virgilio Riento : gendarme
- Margherita Bagni : Signora Norma
- Ferruccio Amendola : Alfredo Pinelli
- Anna Campori : Carmela Esposito
- Alberto Sorrentino : Numa
- Nino Vingelli : barman
- Jole Mauro
- Giacomo Furia : vétérinaire
- Elena Fabrizi : mère de la nounou
- Carlo Pisacane : grand-père de la nounou
- Gino Buzzanca : bagnard
- Mario Riva : policier